# Trương Văn Đán
Trương Văn Đán (tiếng Trung: 张文旦; sinh năm 1958) là Phó đô đốc Hải quân Quân Giải phóng Nhân dân Trung Quốc, đương kim Tham mưu trưởng Hải quân Quân Giải phóng Nhân dân Trung Quốc.

## Tiểu sử
Trương Văn Đán sinh năm 1958 người Phú Dương, tỉnh Chiết Giang. Ông tốt nghiệp Trung học phổ thông Phú Dương, tỉnh Chiết Giang. Trương Văn Đán từng đảm nhiệm chức vụ Chủ nhiệm Trung tâm Huấn luyện tàu chiến thuộc Hạm đội Nam Hải; Chi đội trưởng Chi đội ca nô cao tốc 26, Hải quân Trung Quốc và Phó Tham mưu trưởng Hạm đội Nam Hải. Tháng 7 năm 2010, Trương Văn Đán được phong quân hàm Chuẩn đô đốc.
Tháng 3 năm 2014, Trương Văn Đán được bổ nhiệm giữ chức Tham mưu trưởng Hạm đội Nam Hải. Tháng 3 năm 2015, nhậm chức Phó Tư lệnh Hạm đội Nam Hải.
Tháng 12 năm 2016, Trương được bổ nhiệm làm Phó Tham mưu trưởng Chiến khu Nam bộ Quân Giải phóng Nhân dân Trung Quốc. Tháng 1 năm 2017, Trương Văn Đán được bổ nhiệm giữ chức vụ Tư lệnh Hải quân Chiến khu Bắc bộ Quân Giải phóng Nhân dân Trung Quốc.
Ngày 6 tháng 9 năm 2017, Trương Văn Đán được bầu chọn là một trong 303 đại biểu quân sự tham dự Đại hội Đảng Cộng sản Trung Quốc lần thứ XIX. Tháng 1 năm 2018, ông được bổ nhiệm giữ chức vụ Tham mưu trưởng Hải quân Quân Giải phóng Nhân dân Trung Quốc, kế nhiệm Phó Đô đốc Khâu Diên Bằng. Tháng 7 cùng năm, được thăng hàm Phó đô đốc.